# Лондон-Роуд
Стадіон «Лондон-Роуд» або «ABAX» (англ. London Road Stadium, ABAX Stadium) — багатофункціональний стадіон у Пітерборо, Англія, домашня арена ФК «Пітерборо Юнайтед».
Стадіон побудований та відкритий 1913 року. У 1923, 1953—1956, 1992, 1995 та 2001 роках здійснено поетапну капітальну реконструкцію арени. 1960 року встановлено системи освітлення та дренажу поля.
У 2014 році арена отримала комерційну назву «ABAX Стедіум», що пов'язано з укладеним спонсорським контрактом з однойменною компанією.